# シュコダ31Tr
シュコダ31Tr（Škoda 31Tr）は、チェコのシュコダ・エレクトリックが展開するトロリーバス車両。車体の製造はチェコのSORリブハヴィが手掛けており、シュコダ31Tr SOR（Škoda 31Tr SOR）とも呼ばれる。

## 概要
2000年代以降、シュコダ・トランスポーテーションの子会社であるシュコダ・エレクトリックは、国内外のバスメーカーと契約を結び、各社が製造した車体とシュコダ・エレクトリック製の電気機器を組み合わせたトロリーバスの展開を行っている。その中でも2010年に発表されたシュコダ30Trは、チェコのバスメーカーのSORリブハヴィが手掛ける連節バスのNB 18の車体を用いた形式である。
車体の右側側面に5箇所の乗降扉を有するノンステップバスで、低床構造となっている前方車体に車椅子用スペースが1箇所設置されている。また、ニーリング機構を用いることで停車時に乗降扉側の床面高さを下げる事も可能である。全長18.7 mは製造時点でチェコ最長のトロリーバス車両であった。
電気機器はシュコダ・エレクトリック製のものが用いられ、主電動機として出力250 kwの誘導電動機が搭載されている他、VVVFインバータ制御に対応したIGBT素子の制御装置によりメンテナンスの簡素化が図られている。動力は後方車体に設置された車輪に伝達される。

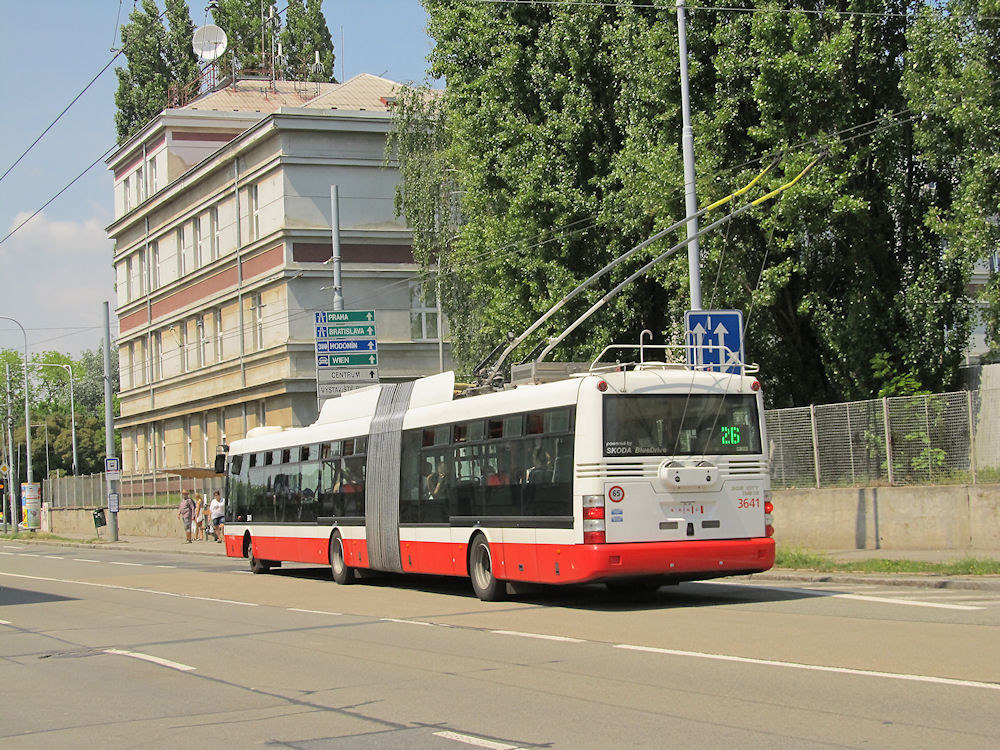
後方（ブルノ）

## 導入都市
2010年のフラデツ・クラーロヴェー向け車両を皮切りに展開が始まったシュコダ31Trは、2022年の時点でチェコやスロバキアの以下の都市に導入されている。
| シュコダ30Tr 導入都市一覧 | シュコダ30Tr 導入都市一覧                                         | シュコダ30Tr 導入都市一覧 | シュコダ30Tr 導入都市一覧 |
| 導入国                    | 都市                                                              | 導入車両数                | 備考                      |
| ------------------------- | ----------------------------------------------------------------- | ------------------------- | ------------------------- |
| チェコ                    | ブルノ (ブルノ・トロリーバス)                                     | 30両                      | [ 6 ]                     |
| チェコ                    | フラデツ・クラーロヴェー (フラデツ・クラーロヴェー・トロリーバス) | 13両                      | [ 3 ]                     |
| スロバキア                | ブラチスラヴァ (ブラチスラヴァ・トロリーバス                      | 70両                      |                           |
| スロバキア                | プレショフ (プレショフ・トロリーバス)                             | 25両                      |                           |
| スロバキア                | ジリナ (ジリナ・トロリーバス)                                     | 8両                       |                           |
| スロバキア                | バンスカー・ビストリツァ (バンスカー・ビストリツァ・トロリーバス) | 3両                       |                           |

## ギャラリー

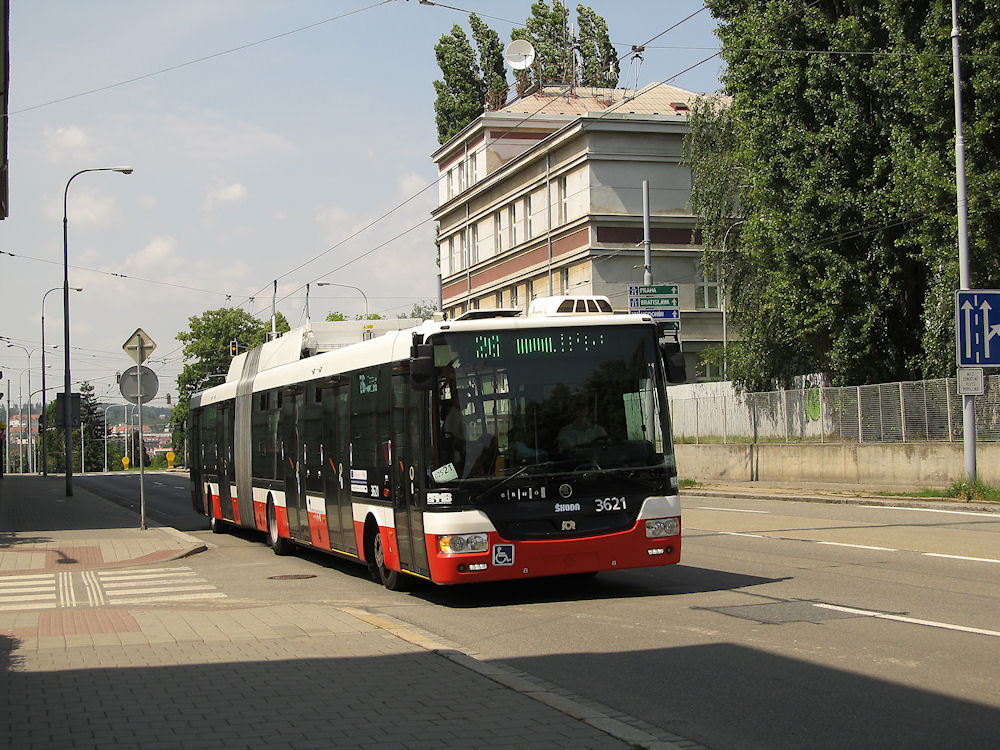
ブルノ（2018年撮影）
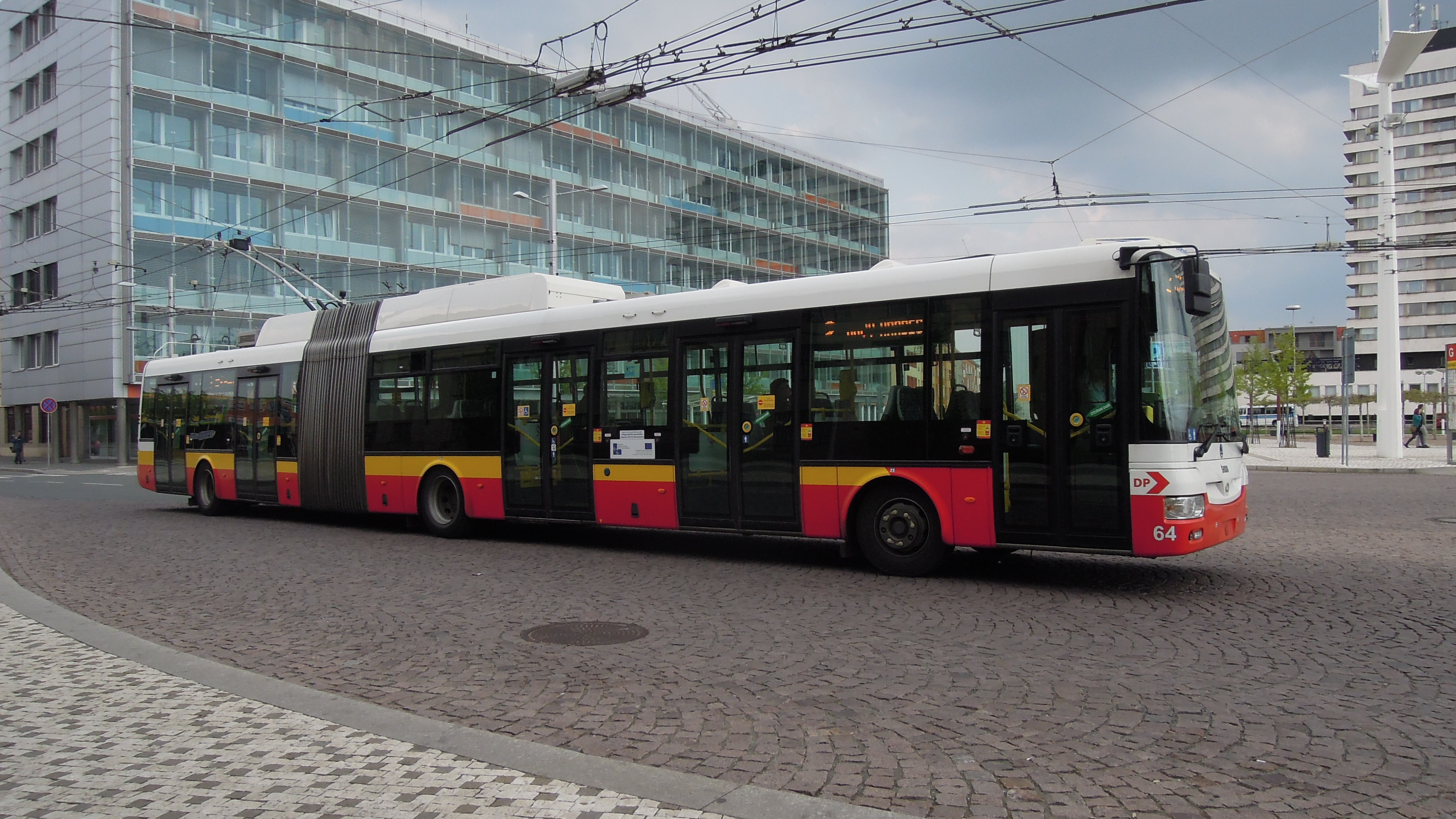
フラデツ・クラーロヴェー（2014年撮影）
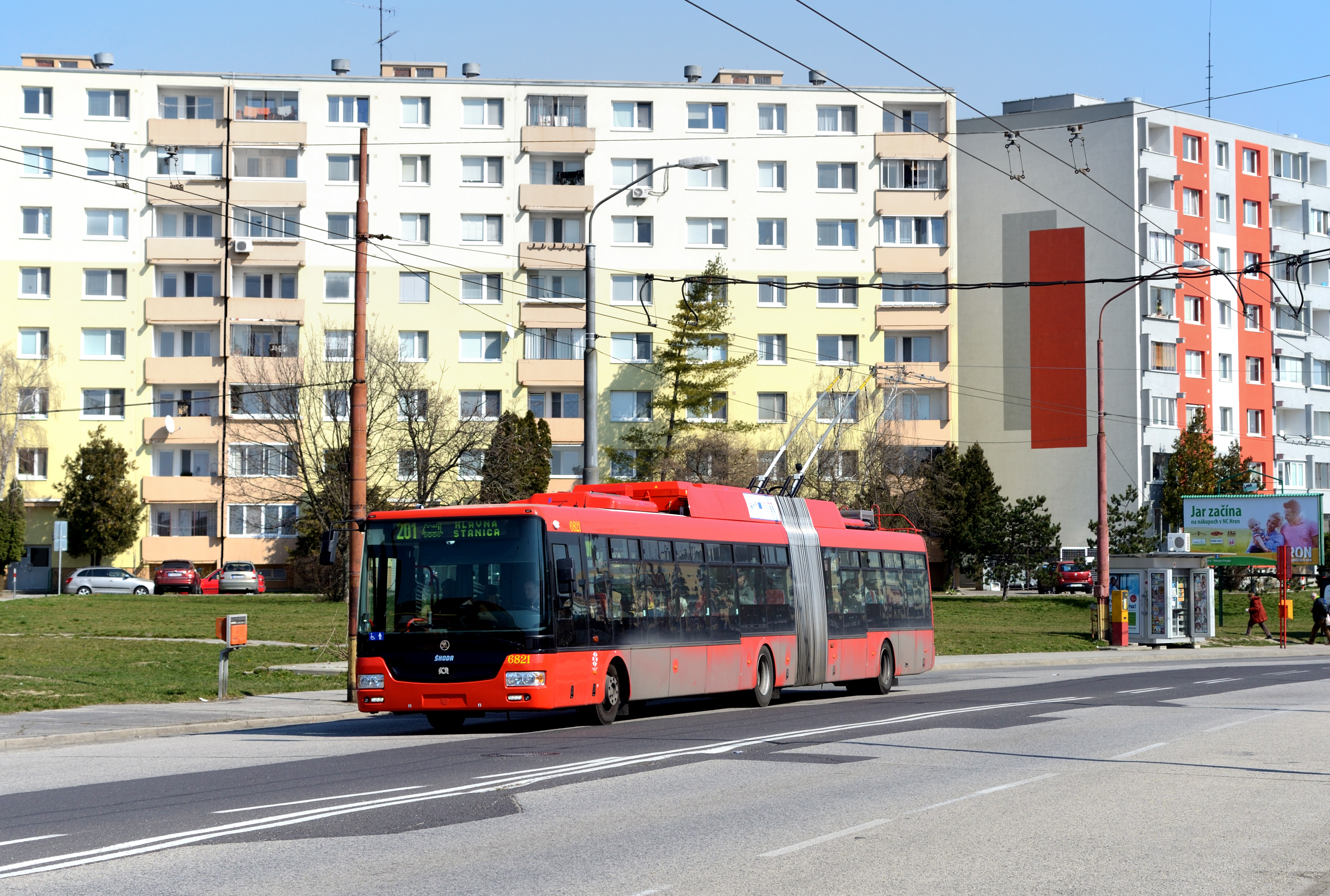
ブラチスラヴァ（2015年撮影）
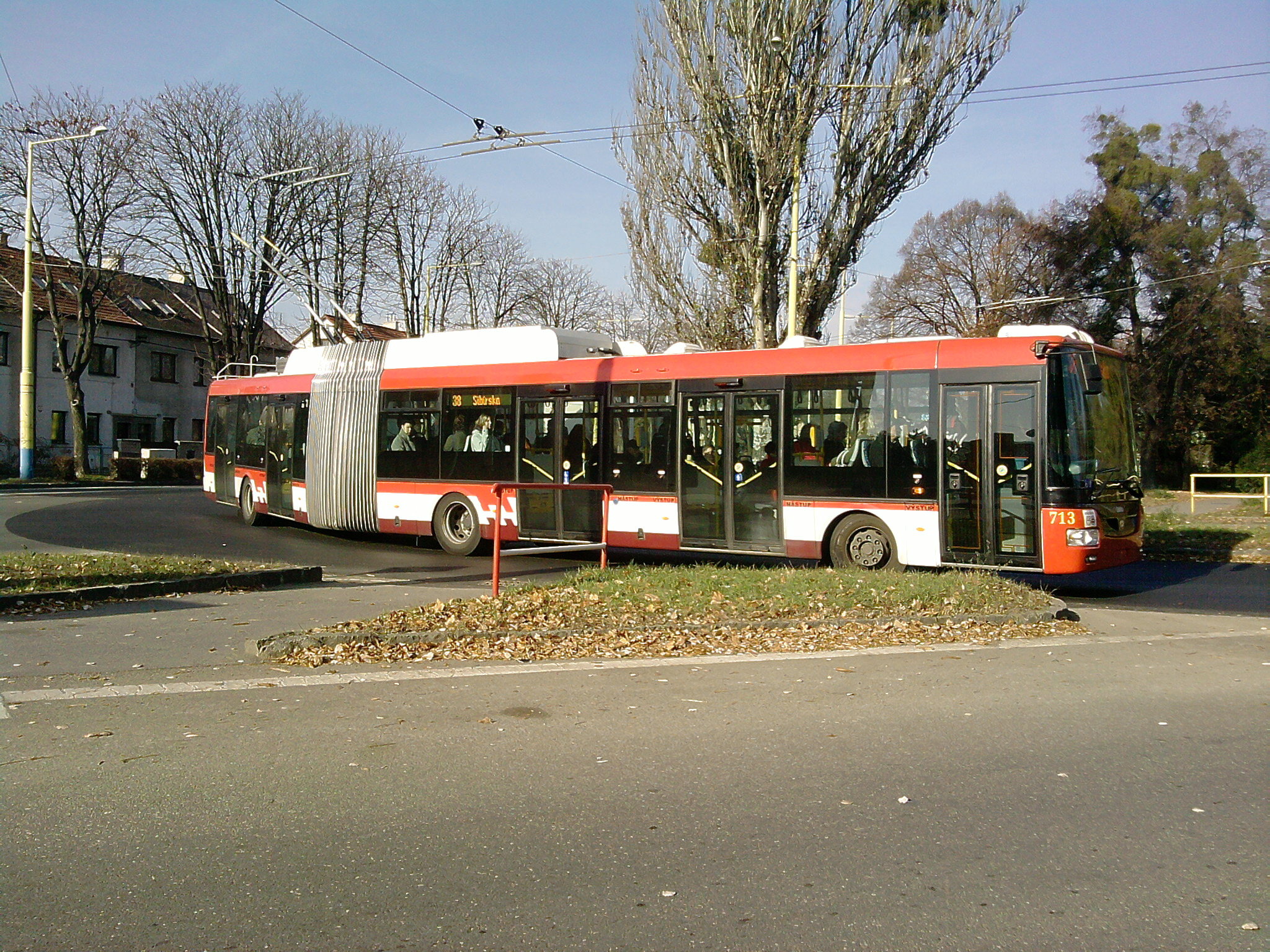
プレショフ（2011年撮影）
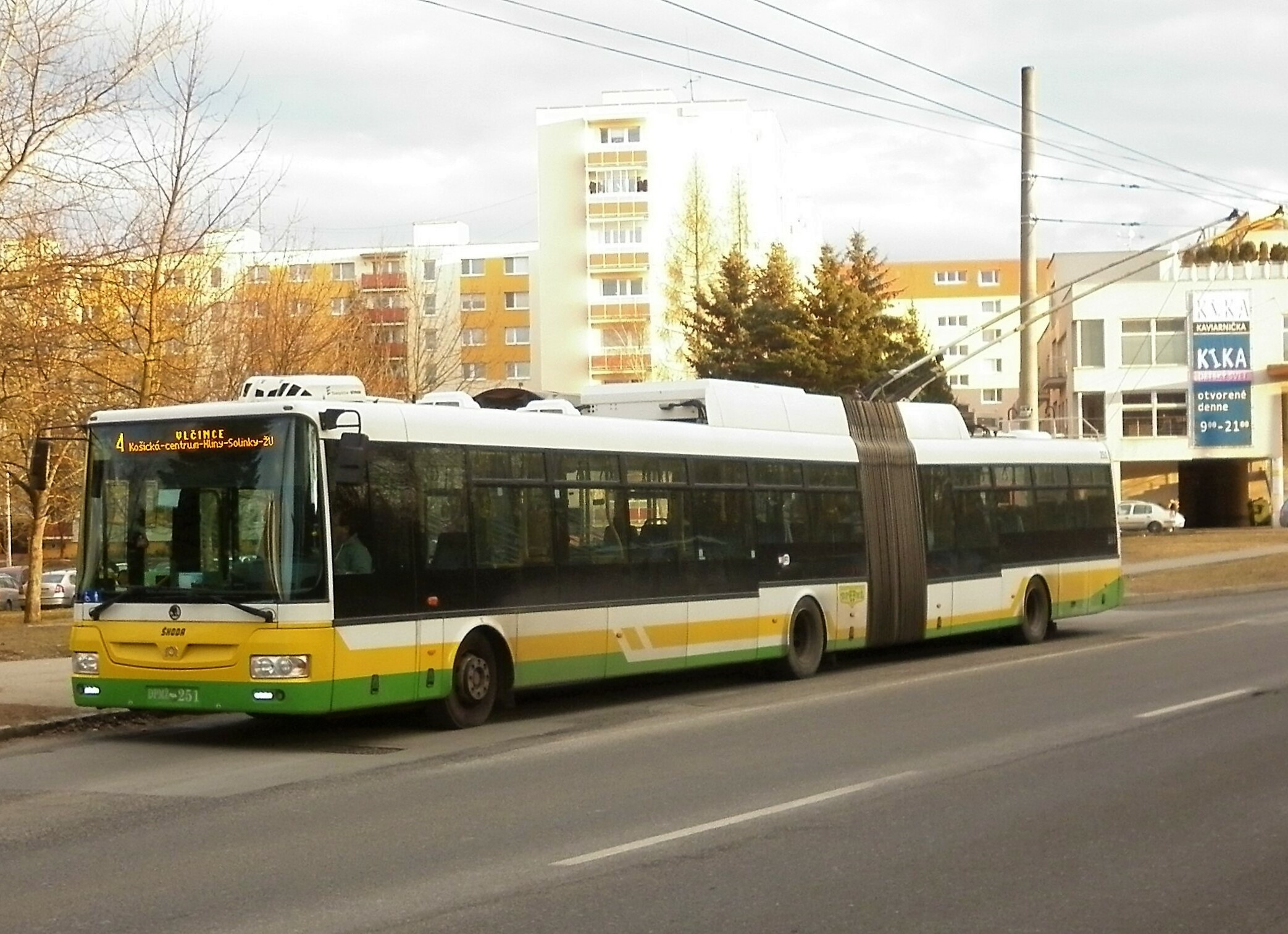
ジリナ（2018年撮影）
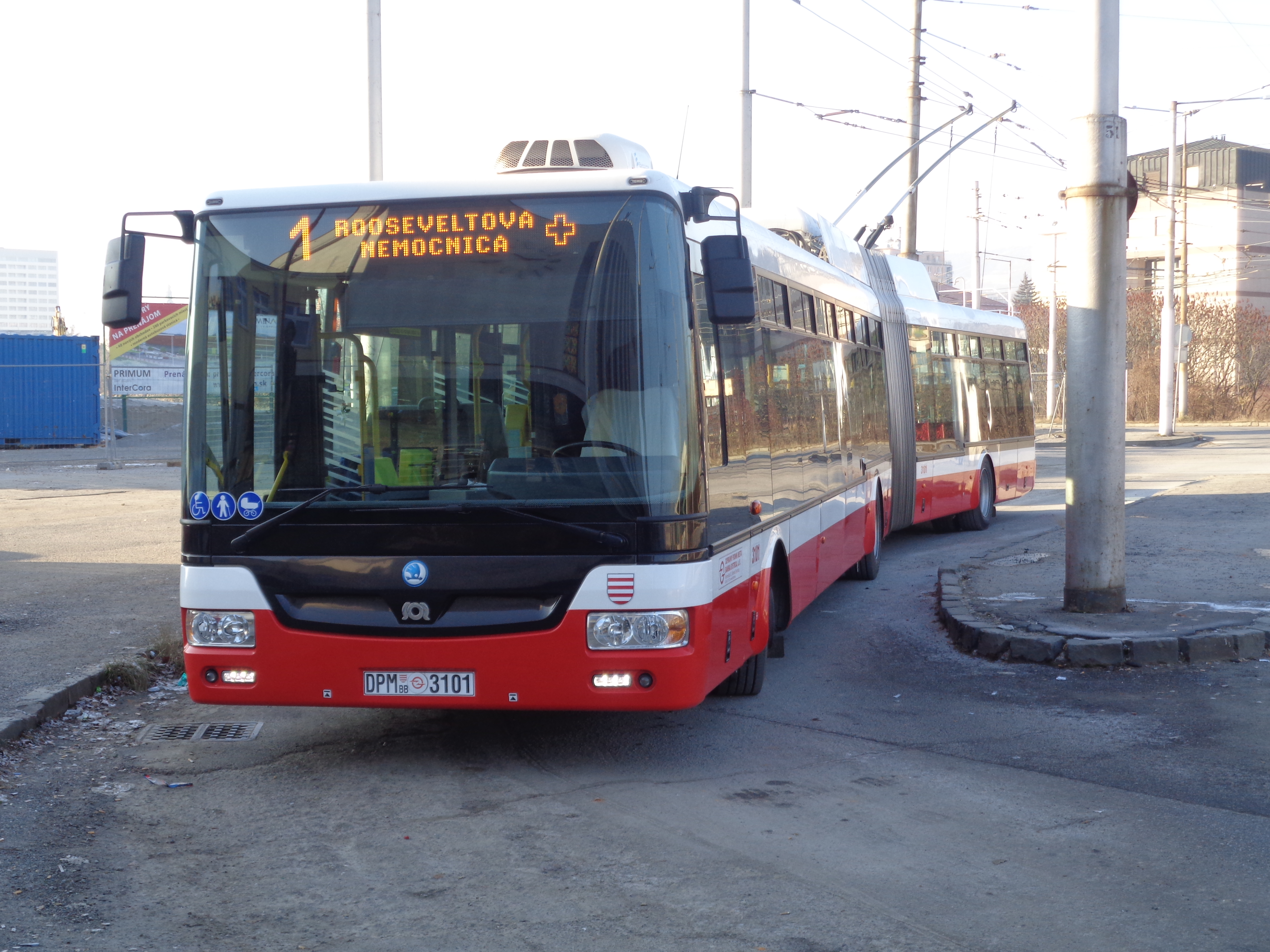
バンスカー・ビストリツァ（2017年撮影）